# Tim Kreuzer
Tim Kreuzer (* 2. Oktober 1992) ist ein deutscher Volleyball- und Beachvolleyballspieler.

## Karriere

### Hallen-Volleyball
Tim Kreuzer spielte in seiner Jugend bei der VSG Mannheim-Käfertal. Anschließend war er in der 2. Volleyball-Bundesliga ab Saison 2013/14 beim SV Fellbach und von der Spielzeit 2016/17 bis zur Saison 2018/19 beim SSC Karlsruhe aktiv. Nach dem Achtelfinale im DVV-Pokal gegen den VfB Friedrichshafen am 26. Oktober 2016 wurde er von Vital Heynen zum MVP gewählt. 2019 wechselte Kreuzer aus beruflichen Gründen in die Region Köln/Bonn. Nach einer Saison beim Drittligisten FCJ Köln spielte er von 2020 bis 2022 beim TuS Mondorf in der 2. Bundesliga Nord, mit dem er 2022 die Meisterschaft gewann. Anschließend wechselte der Zuspieler zum Oberligisten MTV Köln 1850, mit dem er 2023 in die Regionalliga West aufstieg.

### Beachvolleyball
2006 und 2009 errang Kreuzer mit unterschiedlichen Partnern Spitzenplätze bei den Baden-Württembergischen U17- und U18-Landesmeisterschaften sowie 2013 und 2018 bei Kategorie-1-Turnieren. Bei den deutschen Snowvolleyball-Meisterschaften erreichte er 2020 Platz drei und 2023 die Vizemeisterschaft.